# I Know That Voice
Pour plus de détails, voir Fiche technique et Distribution.
I Know That Voice est un film documentaire américain réalisé par Lawrence Shapiro et sorti en 2013.

## Fiche technique
- Titre original : I Know That Voice
- Réalisation : Lawrence Shapiro
- Scénario : Lawrence Shapiro, Tommy Reid, Brandon Sonnier et John DiMaggio
- Photographie : Ryo Rex
- Montage : Brandon Sonnier
- Musique : The Transcenders
- Animation : Myke Chilian, Kail Fontecchio, Tommy Meehan et Bryan Newton
- Producteur : Tommy Reid
  - Coproducteur : Lawrence Shapiro
  - Producteur délégué : John DiMaggio
- Sociétés de production : Dundee Entertainment et Record Farm Industries
- Sociétés de distribution : GoDigital
- Pays de production :  États-Unis
- Langue originale : anglais
- Format : couleur
- Genre : Documentaire
- Durée : 95 minutes
- Dates de sortie :
  - États-Unis : 
    - 6 novembre 2013 (Los Angeles)
    - 7 janvier 2014 (en salles)

## Distribution
Les acteurs, réalisateurs et autres membres de l'équipe sont interviewés dans le documentaire :
- Charles Adler
- Pamela Adlon
- Carlos Alazraqui
- Jack Angel
- Edward Asner
- Hank Azaria
- Diedrich Bader
- Dee Bradley Baker
- Eric Bauza
- Jeff Bennett
- Bob Bergen
- Gregg Berger
- Bob Birchard
- Noel Blanc
- Steven Blum
- Chris Borders
- Devon Bowman
- Justin Brinsfield
- Clancy Brown
- Corey Burton
- Nancy Cartwright
- David X. Cohen
- Kevin Connolly
- Kevin Conroy
- Matt Corey
- Jim Cummings
- Elizabeth Daily
- Grey DeLisle
- Debi Derryberry
- Jessica DiCicco
- John DiMaggio
- Robin Atkin Downes
- Mark Evanier
- Bill Farmer
- David Faustino
- Dave Filoni
- June Foray
- Pat Fraley
- Stan Freberg
- Nika Futterman
- Morgan Gerhard
- Frank Gladstone
- Seth Green
- Matt Groening
- Jennifer Hale
- Mark Hamill
- Jim Hanks
- Jess Harnell
- Peter Hastings
- David Herman
- Richard Steven Horvitz
- Gordon Hunt
- Danny Jacobs
- Tom Kane
- David Kaye
- Josh Keaton
- Tom Kenny
- Maurice LaMarche
- Phil LaMarr
- Meredith Layne
- Janet Waldo
- Jeff Lenburg
- Rachael MacFarlane
- Jason Marsden
- Jeff « Swampy » Marsh
- Mona Marshall
- Chuck McCann
- Mary Elizabeth McGlynn
- Tom McGrath
- Ginny McSwain
- Jim Meskimen
- Breckin Meyer
- Kate Miller
- Laraine Newman
- Daran Norris
- Nolan North
- Colleen O'Saughnessey
- Gary Owens
- Rob Paulsen
- Don Pitts
- Dan Povenmire
- Kevin Michael Richardson
- Andrea Romano
- Stephen Root
- Marion Ross
- Lisa Schaffer
- Dana Snyder
- Kath Soucie
- Tara Strong
- Cree Summer
- Lee Supercinski
- James Arnold Taylor
- Fred Tatasciore
- Jamie Thomason
- Lauren Tom
- Alanna Ubach
- Kari Wahlgren
- Jim Ward
- Pendleton Ward
- Billy West
- Gary Anthony Williams
- Wally Wingert
- Cedric Yarbrough
- Kris Zimmerman